# Rebelution
Rebelution es el cuarto álbum de estudio de Pitbull. Fue lanzado al mercado el 1 de septiembre de 2009.
El álbum presenta las colaboraciones de grandes artistas de la escena hip hop y rap alternativo como B.o.B y de la escena pop como Ke$ha, su sencillo más famoso es "I Know You Want Me (Calle Ocho)" en el cual alcanzó más de 100 millones de visitas en YouTube siendo uno de los mejores videos del año 2009.

## Lista de canciones
| N.º | Título                                      | Duración |  |
| 1.  | «Triumph (con Avery Storm)»                 | 3:19     |  |
| 2.  | «Shut It Down (con Akon)»                   | 3:45     |  |
| 3.  | «I Know You Want Me (Calle Ocho)»           | 4:04     |  |
| 4.  | «Girls»                                     | 3:06     |  |
| 5.  | «Full Of Shit" (con Nayer & Bass III Euro)» | 3:53     |  |
| 6.  | «Dope Ball (Interlude)»                     | 1:40     |  |
| 7.  | «Can't Stop Me Now»                         | 3:14     |  |
| 8.  | «Hotel Room Service»                        | 3:59     |  |
| 9.  | «Juice Box»                                 | 3:04     |  |
| 10. | «Call of the Wild»                          | 3:11     |  |
| 11. | «Krazy (con Lil Jon)»                       | 3:51     |  |
| 12. | «Give Them What They Ask For»               | 2:56     |  |
| 13. | «Across the World" (con B.o.B)»             | 3:48     |  |
| 14. | «Daddy's Little Girl" (con Slim)»           | 3:44     |  |

| Deluxe edition |                                                       |          |  |
| N.º            | Título                                                | Duración |  |
| 15.            | «Hotel Room Service (Remix) (con Nicole Scherzinger)» | 3:47     |  |
| 16.            | «All About You»                                       | 3:22     |  |

## Sencillos
| N.º | Título                            | Duración |  |
| 1.  | «I Know You Want Me (Calle Ocho)» | 4:04     |  |
| 2.  | «Hotel Room Service»              | 3:59     |  |
| 3.  | «Krazy (con Lil Jon)»             | 3:51     |  |
| 4.  | «Shut It Down (con Akon)»         | 3:45     |  |